# Andrew Lloyd Webber
Andrew Lloyd Webber, Baron Lloyd-Webber, född 22 mars 1948 i Kensington i London, är en brittisk musikalkompositör, teater- och filmproducent samt författare.

## Biografi
Andrew Lloyd Webbers musikaler är bland de mest populära genom alla tider och han har flera rekord, bland annat genom att tre av hans musikaler spelats samtidigt på Broadway i New York och i London 1982, 1988, 1994. Han har erhållit ett flertal prestigefyllda pris, bland annat en Oscar och en Golden Globe för sången "You Must Love Me" i musikalfilmen Evita och tre Grammys. År 2005 uppgick hans förmögenhet till 700 miljoner pund.
Andrew Lloyd Webber fick en "knighthood"/ridderskap (Sir Andrew Lloyd Webber) 1992 och blev 1997 upphöjd till life peer (adlades) som baron Lloyd-Webber of Sydmonton (Lord Lloyd-Webber) vilket innebär att fastän titeln inte är ärftlig äger vederbörande en adelsmans politiska rättigheter, dock med vissa restriktioner.
När Lloyd Webber fyllde 50 år firades han i London på The Royal Albert Hall. Stjärnor som Tina Arena, Donny Osmond, Antonio Banderas, Elaine Paige, Ray Shell, Dennis O'Neill, Sarah Brightman, Marcus Lovett, Michael Ball, Bonnie Tyler, Boyzone, Glenn Close och Kiri Te Kanawa sjöng och spelade låtar från hans musikaler. Finns på dvd.
Andrew Lloyd Webber växte upp i London, började spela violin vid tre års ålder och skrev egna kompositioner redan i barndomen. Han studerade vid en privat skola, Westminster, Magdalen College (Oxford) och Royal College of Music. Under tiden som student vid Magdalen College lärde han känna Tim Rice, som kom att bli en av de viktigaste textförfattarna till Lloyd Webbers musikkompositioner.
Lloyd Webbers första fru var Sarah Hugill, tidigare gift Tudor. De gifte sig den 24 juli 1972 och fick två barn, Imogen (född den 31 mars 1977) och Nicholas (född den 2 juli 1979 död 25 mars 2023). Lloyd Webber och Hugill skilde sig 1983. Hans andra fru var sopranen Sarah Brightman. De gifte sig den 22 mars 1984, och skildes 1990. Äktenskapet blev barnlöst. Den 1 februari 1991 gifte han sig med Madeleine Gurdon; hittills tre barn: Alastair (född 3 maj 1992), William (född 24 augusti 1993), och Isabella (född 30 april 1996).
Fadern William Southcombe Lloyd Webber, CBE (1914 – 1982) var även han kompositör och doktor i musik, professor vid Royal College of Music, tillika vid Royal College of Organists. Moder var Jean Hermione, född Johnstone (1921 –1993), som var musiker och adjunkt. Yngre brodern Julian Lloyd Webber är en framgångsrik cellist.
Andrew Lloyd Webber var kompositör till Storbritanniens bidrag till Eurovision Song Contest 2009 i Moskva. Låten heter "It's My Time" och framfördes av Jade Ewen. Lloyd Webber spelade själv piano under framträdandet. Låten hamnade på 5:e plats med 173 poäng.

## Verkförteckning

### Musikaler
| Titel                                        | Text                              | År   | Övrigt                                         |
| -------------------------------------------- | --------------------------------- | ---- | ---------------------------------------------- |
| The Likes of Us                              | Tim Rice                          | 1965 | Premiär 2005                                   |
| Joseph and the Amazing Technicolor Dreamcoat | Tim Rice                          | 1968 |                                                |
| Jesus Christ Superstar                       | Tim Rice                          | 1970 |                                                |
| By Jeeves                                    | Alan Ayckbourn                    | 1975 |                                                |
| Evita                                        | Tim Rice                          | 1978 |                                                |
| Tell Me On A Sunday                          | Don Black                         | 1980 |                                                |
| Cats                                         | Trevor Nunn, efter T.S. Eliot     | 1981 |                                                |
| Song and Dance                               | Don Black                         | 1982 | Reviderad av Richard Maltby, Jr. för Broadway  |
| Starlight Express                            | Richard Stilgoe                   | 1984 | Senare reviderad av Don Black och David Yazbek |
| Fantomen på operan                           | Richard Stilgoe och Charles Hart  | 1986 | Baserad på Gaston Lerouxs roman från 1910      |
| Aspects of Love                              | Don Black och Charles Hart        | 1989 |                                                |
| Sunset Boulevard                             | Christopher Hampton och Don Black | 1993 | Musikalversionen av en film från 1950          |
| Whistle Down the Wind                        | Jim Steinman                      | 1996 |                                                |
| The Beautiful Game                           | Ben Elton                         | 2000 |                                                |
| The Woman in White                           | David Zippel                      | 2004 | Baserad på Wilkie Collins novel                |
| Phantom: Love Never Dies                     | Glenn Slater                      | 2009 |                                                |

Övriga verk
- Variations (on Paganini’s A minor Caprice No 24) (1977)
- Requiem Mass (1985), dedicerad till fadern William Southcombe Lloyd Webber (d. 1982)

Producent
- Evita, filmversionen, som producent (1996)
- Jesus Christ Superstar, tv-versionen, som producent (2000)
- Bombay Dreams, som producent, med bl a Ar Rahman (2002)
- Fantomen på Operan, filmversionen, som producent (2004)

## Kuriosa
Lloyd Webber nämns i Elvis Costellos låt God's Comic i textraden: "Reading an airport novelette, listening to Andrew Lloyd-Webber's 'Requiem'"